# Euphonia concinna
L'eufonia fronte di velluto od organista fronte di velluto (Euphonia concinna Sclater, 1855) è un uccello passeriforme della famiglia dei Fringillidi.

## Etimologia
Il nome scientifico della specie, concinna, deriva dal latino e significa "elegante": il suo nome comune è un riferimento alla livrea dei maschi.

## Descrizione

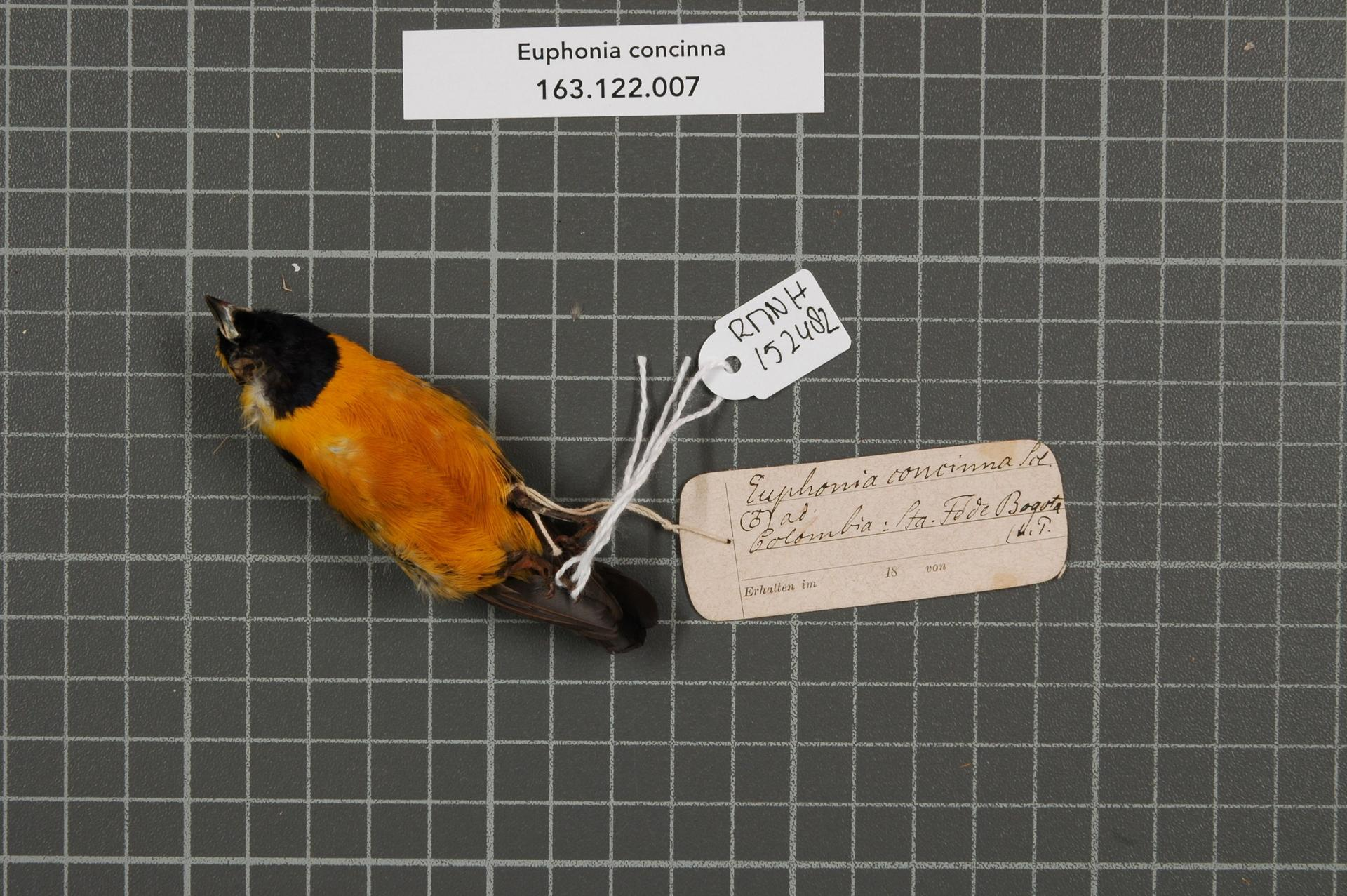
Visione ventrale di maschio impagliato.

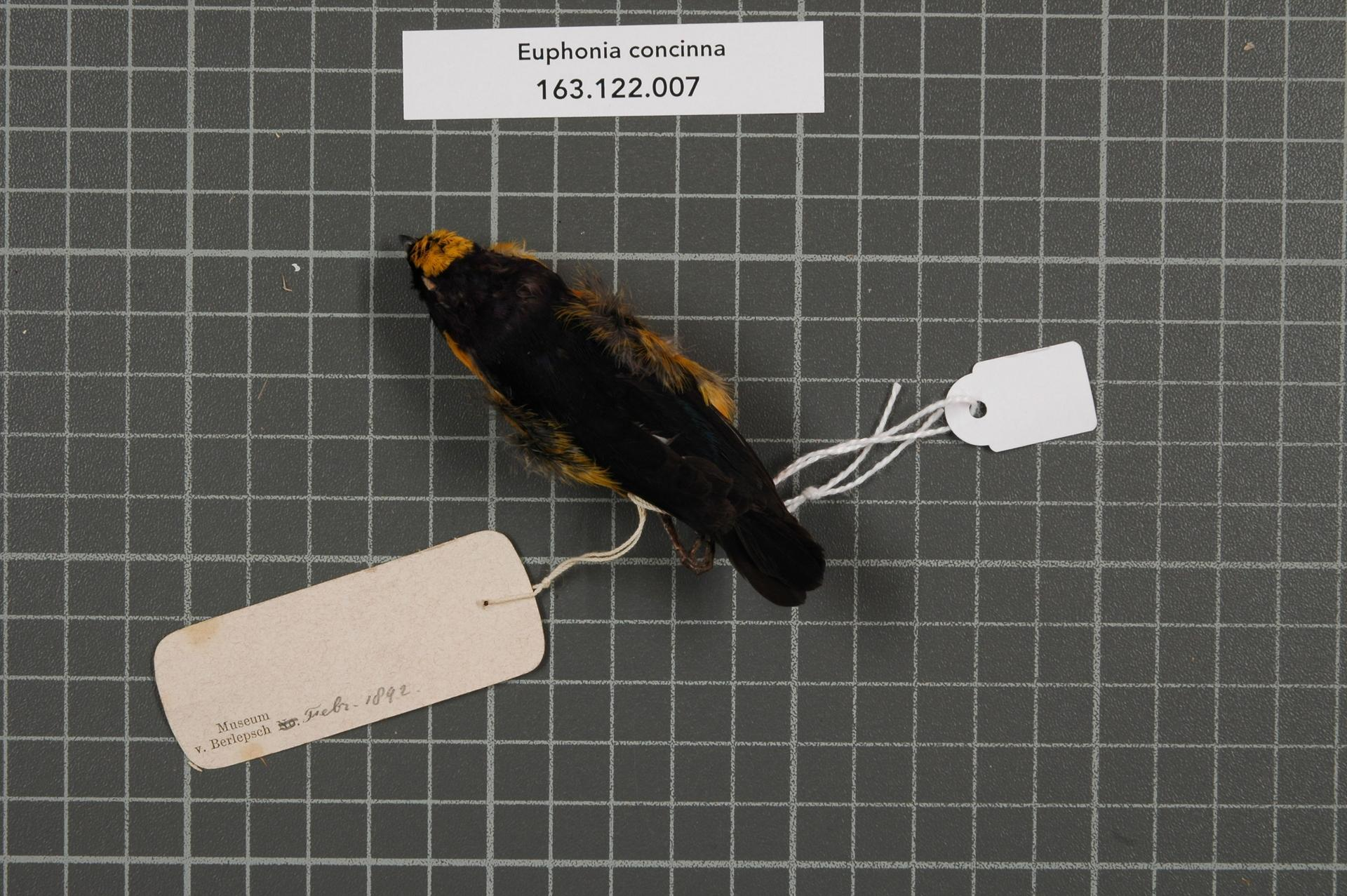
Visione dorsale di maschio impagliato.

### Dimensioni
Misura 9 cm di lunghezza, per 9-12 g di peso.

### Aspetto
Si tratta di un uccelletto dall'aspetto robusto, munito di testa arrotondata, becco forte e conico, ali appuntite e coda dalla punta lievissimamente forcuta.
Il dimorfismo sessuale è ben evidente: i maschi presentano infatti livrea di colore nero-bluastro con riflessi metallici su testa, gola, dorso, ali e coda, mentre fronte, petto, ventre e sottocoda sono di colore giallo oro.

La femmina, invece, presenta piumaggio di colore verde oliva su nuca, dorso, ali e coda (con remiganti e rettrici più scure e tendenti al nerastro), mentre faccia, petto e ventre sono di colore beige-giallastro con sottocoda di colore bianco sporco. In ambedue i sessi becco e zampe sono di colore nerastro, mentre gli occhi sono di colore bruno scuro.

## Biologia
Si tratta di uccelli dalle abitudini di vita essenzialmente diurne, che si muovono da soli, in coppie o in gruppetti familiari e passano la maggior parte della giornata alla ricerca di cibo, tenendosi in contatto mediante richiami pigolanti.

### Alimentazione

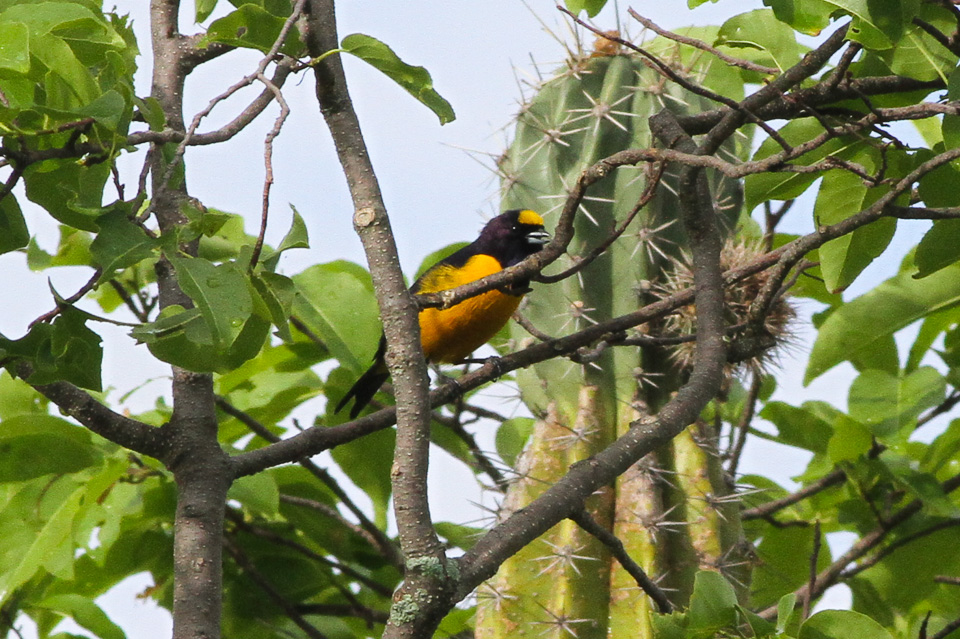
Maschio si alimenta nel deserto del Tatacoa.

La dieta della specie è perlopiù frugivora: l'eufonia fronte di velluto si nutre infatti in massima parte di frutta e bacche (in particolar modo quelle delle Loranthaceae), ma anche di insetti ed altri piccoli invertebrati.

### Riproduzione
La riproduzione di questi uccelli non è ancora stata osservata in maniera diretta, tuttavia si ha motivo di supporre che essa non differisca in maniera significativa, per modalità e tempistica, da quanto osservabile fra le altre eufonie.

## Distribuzione e habitat
L'eufonia fronte di velluto è una specie endemica della Colombia, dove la si può osservare lungo l'alto corso del Rio Magdalena, dalla zona di Honda a sud fino ai dintorni di La Plata: recentemente, questi uccelli sono stati osservati anche nella Valle del Cauca centrale.
L'habitat di questi uccelli è rappresentato dalle aree secche aperte e semiaperte, con presenza di vegetazione cespugliosa o arborea sparsa: colonizza anche le aree antropizzate, trovando rifugio in viali alberati, frutteti e siepi.